# Stagno di Timpone di Porace
Stagno di Timpone di Porace este o arie protejată (arie specială de conservare — SAC, sit de importanță comunitară — SCI) din Italia întinsă pe o suprafață de 1,57 ha, integral pe uscat.

## Localizare
Centrul sitului Stagno di Timpone di Porace este situat la coordonatele 39°52′14″N 16°18′09″E / 39.870556°N 16.3025°E.

## Înființare
Situl Stagno di Timpone di Porace a fost declarat sit de importanță comunitară în septembrie 1995 pentru a proteja 3 specii de animale. Situl a fost protejat și ca arie specială de conservare în iunie 2017.

## Biodiversitate
Situată în ecoregiunea mediteraneană, aria protejată conține 2 habitate naturale: Galerii de Salix alba și de Populus alba, Ape puternic oligomezotrofe cu vegetație bentonică cu Chara spp..
La baza desemnării sitului se află mai multe specii protejate:
- amfibieni (2): Bombina pachypus, Triturus carnifex
- reptile (1): țestoasa de baltă (Emys orbicularis)

Pe lângă speciile protejate, pe teritoriul sitului au mai fost identificate 1 specie de plante, 5 specii de amfibieni, 4 specii de reptile.